# Centerville (condado de Gallia, Ohio)
Centerville es una villa ubicada en el condado de Gallia en el estado estadounidense de Ohio. En el Censo de 2010 tenía una población de 103 habitantes y una densidad poblacional de 397,69 personas por km².

## Geografía
Centerville se encuentra ubicada en las coordenadas 38°53′52″N 82°26′45″O / 38.89778, -82.44583. Según la Oficina del Censo de los Estados Unidos, Centerville tiene una superficie total de 0.26 km², de la cual 0.26 km² corresponden a tierra firme y (0%) 0 km² es agua.

## Demografía
Según el censo de 2010, había 103 personas residiendo en Centerville. La densidad de población era de 397,69 hab./km². De los 103 habitantes, Centerville estaba compuesto por el 98.06% blancos, el 0.97% eran afroamericanos, el 0% eran amerindios, el 0% eran asiáticos, el 0% eran isleños del Pacífico, el 0% eran de otras razas y el 0.97% pertenecían a dos o más razas. Del total de la población el 0% eran hispanos o latinos de cualquier raza.